# Illa Massa d'Or
L'Illa Massa d'Or est un îlot appartenant à la Catalogne situé dans la mer Méditerranée au nord-est de l'Espagne. Cet îlot n'est pas rattaché au petit archipel Illa Encalladora situé à 0.60 km de lui.Destination favorite des plongeurs récréatifs grâce à la faune abondante. Néanmoins, une vigilance doit être accrue due à des courants marins violents.

## Géographie
Cet îlot possède une superficie de 0.73 hectares et n'a aucune population, malgré sa taille, son altitude culmine à 17 mètres.